# Clarence Clark
Clarence Munroe Clark (27 de agosto de 1859 - 29 de junio de 1937) fue un jugador de tenis estadounidense, que se destacó en los comienzos del deporte, a finales del siglo XIX.
Nacido en Germantown, Pensilvania, era parte de una distinguida familia de Filadelfia. En 1881, se convirtió en el primer secretario de la recién formada USLTA (US Lawn Tennis Association). Ese mismo año conquistó el primer torneo de dobles, junto a Frederick Winslow Taylor, del US Championships tras derrotar primero a los favoritos Richard Sears y James Dwight y luego en la final a Alexander van Rensselaer y Arthur Newbold. En 1882 alcanzó la final de individuales del mismo torneo, donde perdió ante el defensor del título, Richard Sears, en sets corridos.
Se casó con la hermana de su compañero de dobles y revolucionario de la organización del trabajo, Frederick Taylor. Murió en 1937 y fue incorporado al Salón Internacional de la Fama del tenis en 1983, uniéndose a su hermano, Joe Clark, quien se había incorporado en 1955.

## Torneos de Grand Slam

### Finalista Individuales (1)
| Año  | Torneo           | Oponente en la final | Resultado   |
| 1882 | US Championships | Richard Sears        | 1-6 4-6 0-6 |

### Campeón Dobles (1)
| Año  | Torneo           | Pareja           | Oponentes en la final                   | Resultado   |
| 1881 | US Championships | Frederick Taylor | Alexander van Rensselaer Arthur Newbold | 6-5 6-4 6-5 |

- Datos: Q255243
- Multimedia: Clarence Clark / Q255243